# Dendronephthya ganjamensis
Dendronephthya ganjamensis is een zachte koraalsoort uit de familie Nephtheidae. De koraalsoort komt uit het geslacht Dendronephthya. Dendronephthya ganjamensis werd in 1909 voor het eerst wetenschappelijk beschreven door Henderson. 